# Sint-Laurentiuskapel (Lokeren)
De Sint-Laurentiuskapel is een kapel in de Oost-Vlaamse stad Lokeren, gelegen aan de Luikstraat.
De kapel werd gebouwd in 1633 en was toen een vrijstaand gebouwtje dat zich tegenover de uitgang van het domein van de adellijke familie Ryngaut bevond. In 1768-1769 werd het in de straatwand ingepast. In 1909 werd de voorgevel nog gewijzigd. De voorgevel is in barokstijl.